# Xanthe Terra

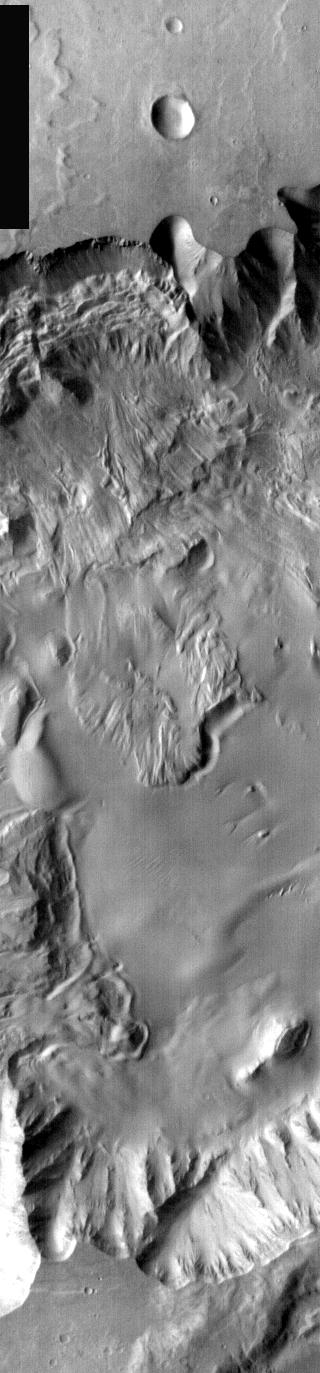
Esllavissada de terra a Xanthe Terra

Xanthe Terra és una àmplia zona de Mart, centrada just al nord de l'equador marcià. Les seves coordenades són 3° N, 312° E / 3°N,312°E i el seu diàmetre és de 1867,65 km. El seu nom significa "terra de color groc daurat". Es troba al quadrangle Lunae Palus, al quadrangle Coprates, al quadrangle sinus Margaritifer i al quadrangle Oxia Palus.
Ravi Vallis, Aromatum Chaos, Ophir, Ganges Chasma, Nanedi Valles, Shalbatana Vallis, cràter Orson Welles, cràter Mutch, i el cràter Da Vinci són algunes de les principals característiques de Xanthe Terra..
Les imatges del Mars Express, Mars Global Surveyor i Mars Reconnaissance Orbiter han revelat antigues valls i deltes de rius. Els deltes mostren moltes capes fines igual que els deltes a la Terra. Els científics especulen que les característiques de Xanthe Terra mostren evidències de precipitacions als inicis de Mart.

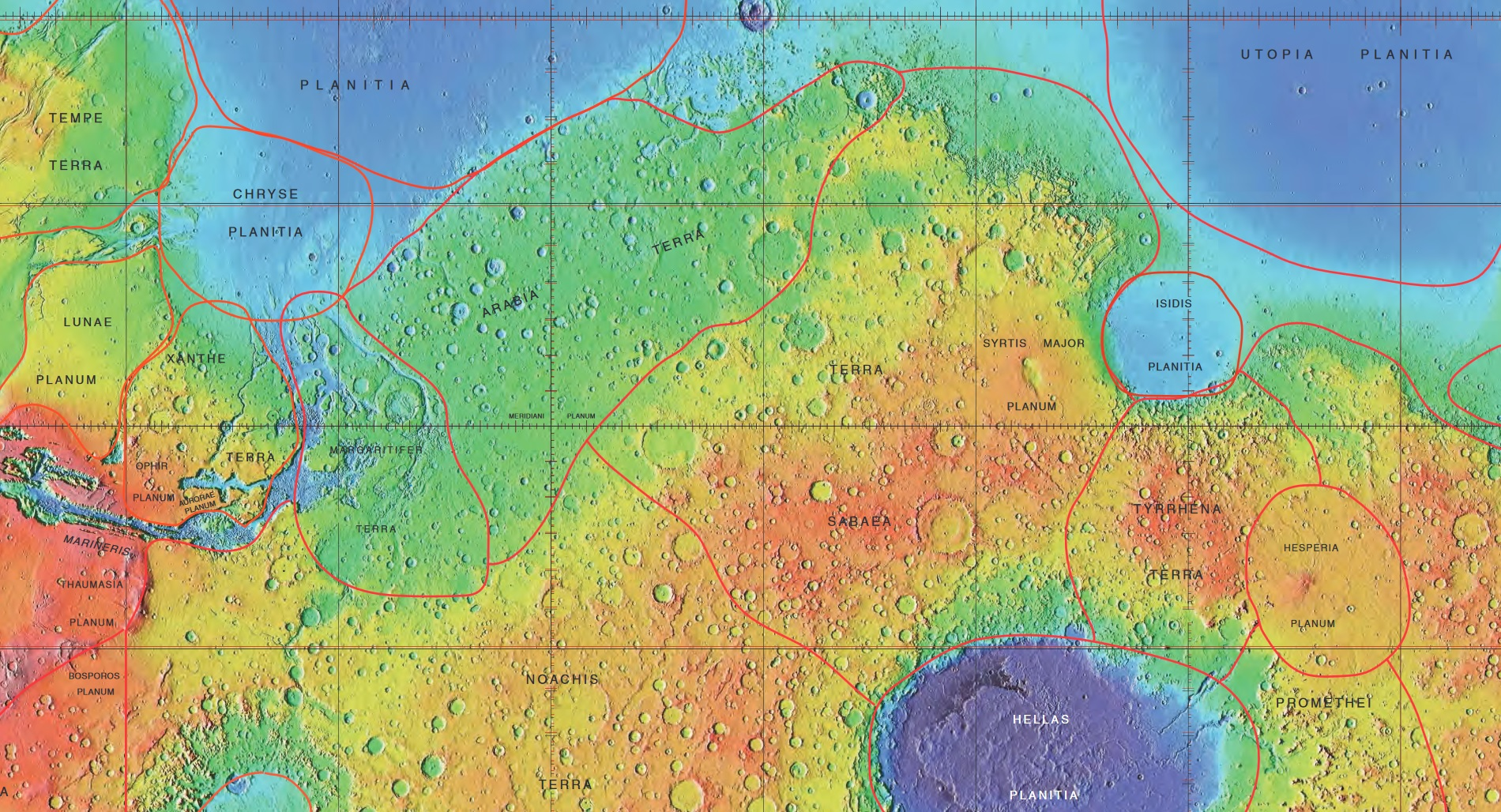
El mapa MOLA que mostra els límits de Xanthe Terra i altres regions
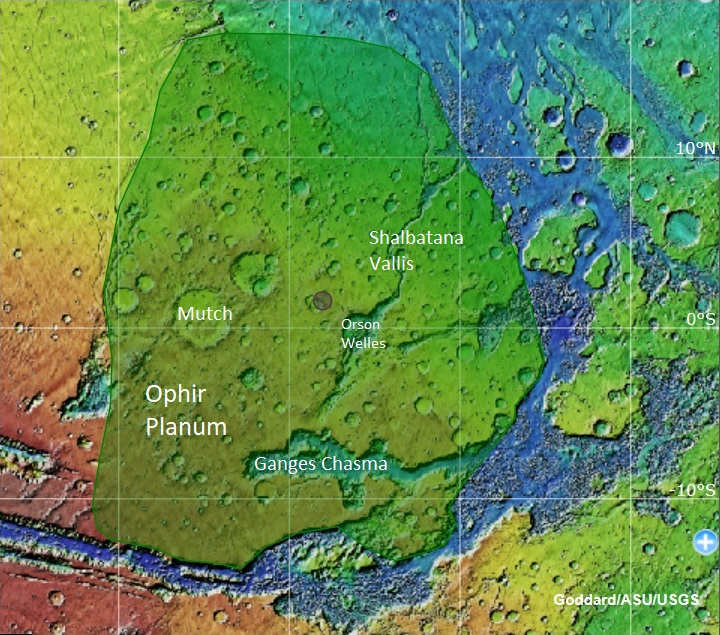
El mapa de Xanthe Terra amb les principals característiques etiquetades

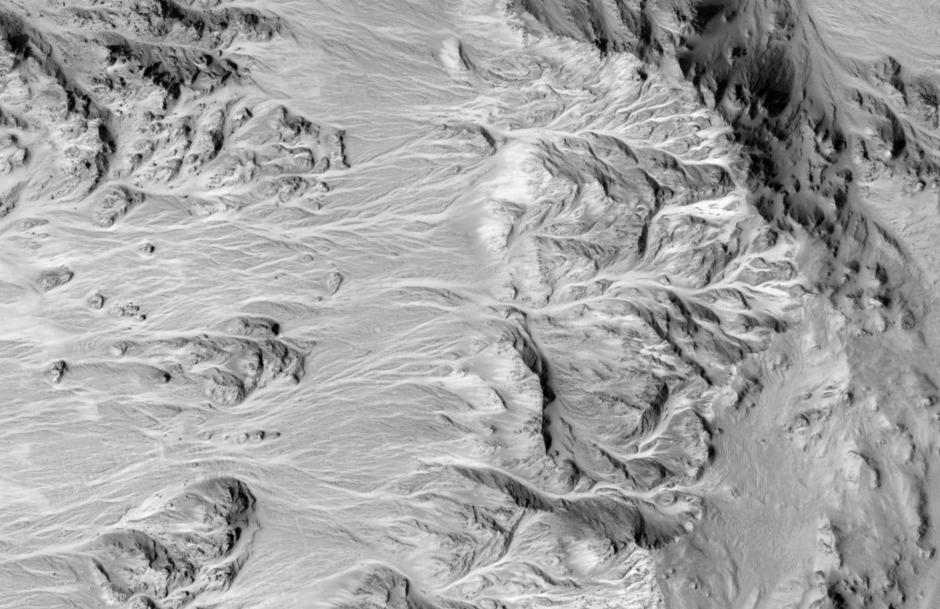
Els ventalls al·luvials al cràter Mojave, tal com ha vist HiRISE. El terreny alt és a la dreta. La xarxa ramificada de canals va des del terreny més alt (vora del cràter) fins al terreny inferior.